# 캔버스

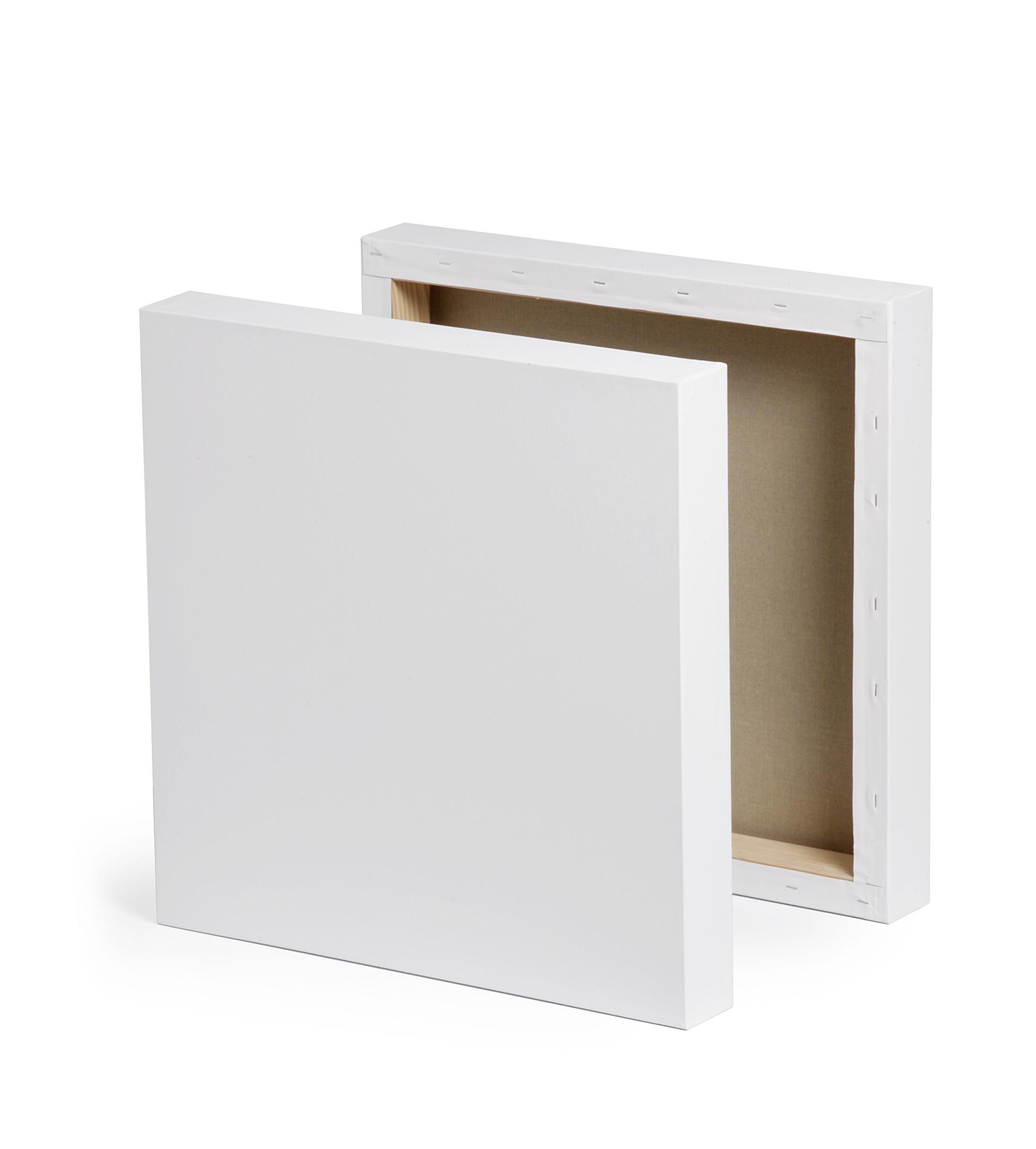
나무 틀 위에 보이는 캔버스

캔버스(영어: canvas)는 튼튼함이 필요한 돛, 천막, 배낭 등을 만들거나 회화 표면에 유화를 그릴 때 쓰이는 평직물이다. 화포(畫布)라고도 한다. 손가방, 신발과 같은 패션 제품에도 사용된다.

## 용어
캔버스(canvas)라는 용어는 13세기 앵글로프랑스어 canevaz, 고대 프랑스어 canevas에서 비롯한다. 두 용어 모두 "삼베로 만든"을 뜻하는 속라틴어 cannapaceus에서 비롯한다. 또 이 낱말은 그리스어 낱말 κάνναβις (칸나비스)가 기원이다.